# غوان بيبيل
غوان بيبيل (الاسم العلمي:Pipile) هو جنس من الطيور يتبع فصيلة القرازية من رتبة الدجاجيات.

## أنواع الغوان بيبيل
- غوان ترينداد (الاسم العلمي:Pipile pipile)
- غوان أزرق الحنجرة (الاسم العلمي:Pipile cumanensis)
- غوان أحمر الحنجرة (الاسم العلمي:Pipile cujubi)
- غوان أسود الوجه (الاسم العلمي:Pipile jacutinga)